# Nobuyo Fujishiro
Nobuyo Fujishiro (jap. 藤代 伸世, Fujishiro Nobuyo; * 25. Januar 1960 in der Präfektur Chiba) ist ein ehemaliger japanischer Fußballspieler.

## Nationalmannschaft
1988 debütierte Fujishiro für die japanische Fußballnationalmannschaft. Fujishiro bestritt zwei Länderspiele.